# 青春姫 SCHOOL PRINCESS
『青春姫 SCHOOL PRINCESS』（せいしゅんひめ スクールプリンセス）は、gumi Westから配信されていたスマートフォン向けゲームアプリ。
Android版・iOS版共に2015年7月30日をもってサービス終了。

## 概要
本作品はiOS/Android向け美少女育成シミュレーションRPGである。プレイヤーは教師となり、7つの高校を舞台に学級を作ることが可能。ゲームを進めていくと生徒の成績が変化し、緊急ミッションや休み時間に生徒と会話するなど、様々なイベントが発生する。その他にも、特訓で生徒を成長させることができたり、フィルムガチャや授業、緊急ミッションでストーリー付き生徒を獲得すると、ストーリーが開放されるなど異なった展開が用意されている。2話目以降は、その生徒との親密度合いを上げる毎にストーリーを見ることができ、生徒の素性をより知ることができる。
54人のキャラクターに声優によるボイスが用意されており、各生徒にオリジナルのフルボイスコンテンツ。声優陣には内田真礼や植田佳奈などが起用されており、本作のオープニングソングは内田真礼が歌っている。

## 主な登場人物
| 名前         | フリガナ         | 趣味                 |
| ------------ | ---------------- | -------------------- |
| アンジェリカ | アンジェリカ     | アフタヌーンティー   |
| 及川唯衣     | オイカワユイ     | 映画鑑賞             |
| 桐島美咲     | キリシマミサキ   | 新刊小説のザッピング |
| 真田美柑     | サナダミカン     | 限界へのチャレンジ   |
| 久藤美和     | クドウミワ       | ぎっこんばったん     |
| 田中美緒     | タナカミオ       | ボランティア         |
| 水津真尋     | スイツマヒロ     | 初めてのツインテール |
| 花畑みさお   | ハナバタケミサオ | いたずら             |
| 藤崎りな     | フジサキリナ     | カフェめぐり         |